# Limonia dilutior
Limonia dilutior är en tvåvingeart som först beskrevs av Edwards 1921.  Limonia dilutior ingår i släktet Limonia och familjen småharkrankar. Inga underarter finns listade i Catalogue of Life.